# 백수하천

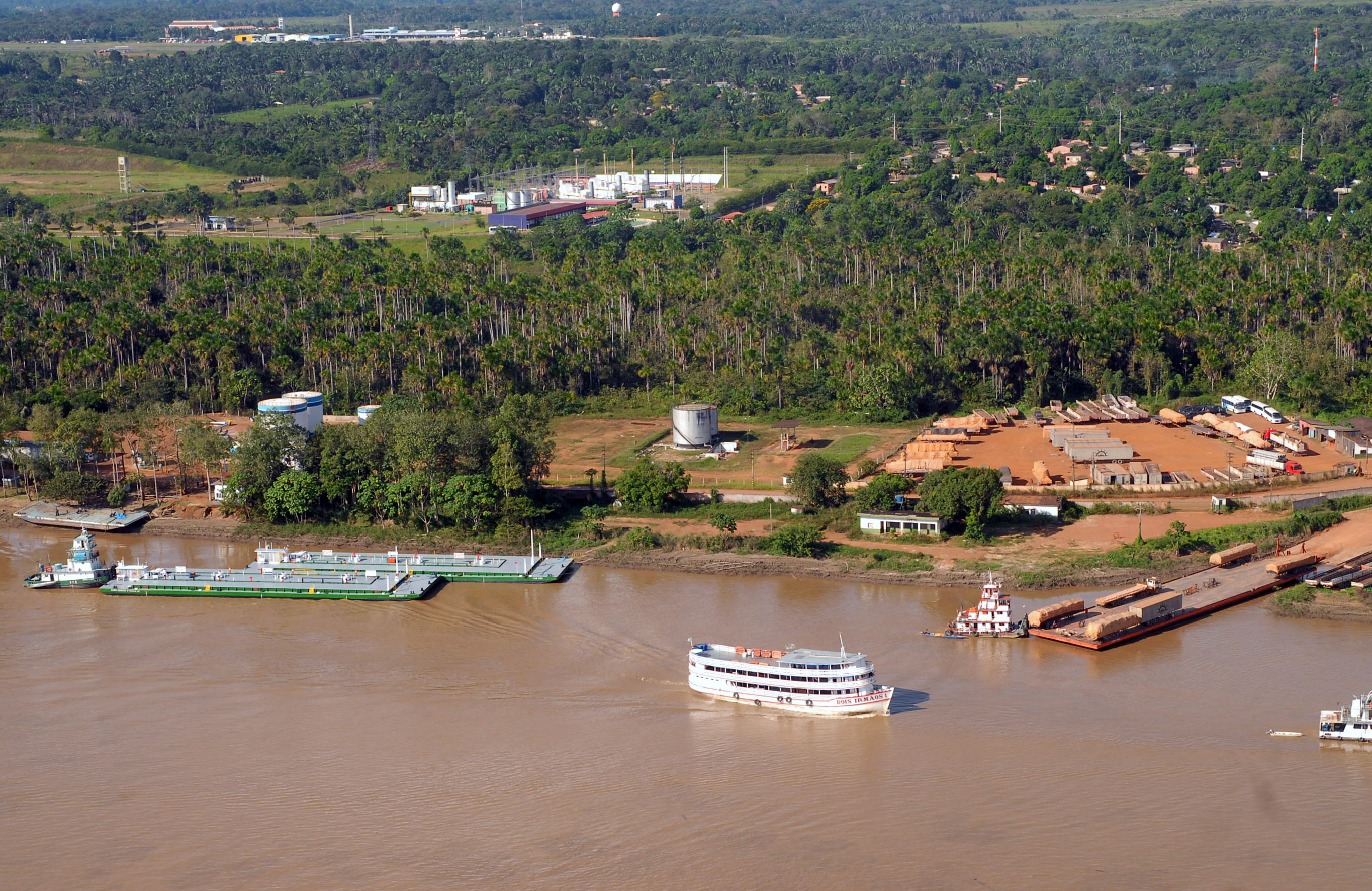

백수하천(영어: whitewater river)은 화학조성, 퇴적물, 물색을 기준으로 분류되는 하천의 범주다. 백수하천은 높은 수준의 부유퇴적물을 가지고 있고, 산성도는 중성에 가까우며, 전기전도도가 높고, 진흙이 섞여 크림커피 같은 색을 띤다. 가장 잘 알려진 백수하천은 아마존강 본류다. 하지만 남미의 다른 지역, 그리고 다른 대륙에도 백수하천들이 있다. 백수하천은 생태학적으로 매우 중요하며, 영세어업의 주무대가 되기도 한다. 아마존강 유역의 범람원들은 백수하천으로부터 물과 영양분을 공급받는다.
아마존강의 지류들은 백수・흑수・청수 세 범주로 구분되는데, 이 시스템은 1853년 앨프리드 러셀 월리스가 처음 제안했지만, 1950년대-1980년대에 하랄트 지올리가 화학에 의거한 보다 명확한 정의를 확립시켰다. 대부분의 아마존 지류들은 분명하게 흑수・청수・백수 중 하나의 범주에 속하지만, 일부 하천에서는 혼합된 특성이 나타나며, 계절 및 홍수에 따라 수질이 달라질 수 있다.
남미 밖에서는 아프리카의 나이저강 본류・청나일강・잠베지강 중하류, 아시아의 메콩강 본류를 비롯해서 남아시아 및 동남아시아의 대형 하천의 지류 대부분, 그리고 유럽에서는 다뉴브강의 일부 구간이 백수하천의 성질을 나타낸다.